# Gheorghe Iacomi
Gheorghe Iacomi (n. 19 aprilie 1914, Piatra-Neamț, Neamț, România – d. 18 octombrie 1991, Piatra-Neamț, Neamț, România) a fost un medic chirurg, publicist și iubitor al muntelui, din România.
A fost considerat unul dintre chirurgii de excepție ai României și a fost, în timpul României comuniste, cel care a a fundamentat chirurgia modernă în zona Neamțului.
A pus bazele turismului montan nemțean, remarcându-se, în calitate de îndrumător, în ceea ce privește cultura muntelui și a pus alături de inginerul Cornel Țarălungă bazele Salvamont, în județul Neamț. S-a remarcat ca publicist prin articole de literatură turistică și de ocrotire a naturii. Masivul Ceahlău a reprezentat principala sa preocupare în domeniu, inclusiv în ce privește literatura de informare turistică.

## Biografie

### Familia
S-a născut la Piatra Neamț la 19 aprilie 1914,  având doi frați (Constantin – ajuns inginer forestier, Dimitrie – ajuns chimist și fizician)  și o soră (Ana – ajunsă medic stomatolog). Familia sa, venită din Bacău, era de origini italiene. Bunica sa dinspre mamă, cu care a urcat pentru prima oară Ceahlăul la 10 ani, a fost cea care i-a insuflat dragostea pentru natură și munte.
Tatăl său a murit când fiul său Gheorghe avea 18 ani. S-a căsătorit cu  inginera chimistă Georgeta Ciobanu (născută la 26 aprilie 1930), din Iași, fiica pedagogului și parlamentarului Gheorghe Al. Ciobanu, cu care a avut un copil pe nume Ionuț, ajuns ulterior inginer de sistem. Conform muzeografei Ionela Alexandra Boboc, din punct de vedere fizic Gheorghe Iacomi era uscățiv și drept ca un brad, având o fire veselă și fiind un om modest, tenace, muncitor și optimist.
A decedat la Piatra Neamț la 18 octombrie 1991 chiar în spitalul în care a profesat.

### Formarea
A urmat clasele primare la Școala Nr. 1, în orașul natal și tot aici a absolvit cursurile Liceului „Petru Rareș“. Deoarece până la finalizarea liceului a stat mai mult pe lângă biserică, preotul Iorgu Vasiliu (după numele căruia prietenii săi l-au rebotezat pe Gheorghe Iacomi, „Iorgu”, apelativ cu care i s-au adresat ulterior, toate cunoștințele) a crezut că viitorul medic va deveni preot.
În perioada 1933-1939 a studiat medicina la Cluj (primii patru ani) și la București (ultimii doi ani), absolvind în capitala României Facultatea de Medicină și Farmacie. A devenit ulterior Doctor în Medicină cu „Magna Cum Laude”.

## Cariera

### În medicină
În perioada celui de-Al Doilea Război Mondial a fost medic pe front, ajungând până la Cotul Donului. A revenit pentru a profesa ca și medic specialist chirurg la Piatra-Neamț, în 1942. A devenit medic primar în 1949 și s-a pensionat în 1978. Ulterior, până în 1984 a profesat ca medic de policlinică la cabinetul de Medicină Sportivă. A fost șeful secței Chirurgie a Spitalului Județean Neamț, precum și director al respectivei instituții în intervalale 1948-1949 și respectiv, 1957-1958. În anii 1951-1952 a pus bazele Spitalului Municipal Hunedoara, căruia i-a fost, în perioada respectivă, director.
A abordat arii largi ale specialității sale medicale, abordând vârfurile acesteia, din punct de vedere al dificultății și tehnicii chirurgicale. A fost considerat unul dintre chirurgii de excepție din România, fiind recunoscut pentru precizia și rapiditatea în executarea actului operator chirurgical.
A contribuit la dezvoltarea școlii românești de chirurgie, fiind un creator de școală chirurgicală și fiind, de asemenea, creditat ca cel care a a fundamentat chirurgia modernă în zona Neamțului.
A fost colaborator al profesorilor Costache Lazăr, Constantin Dolinescu și Ana Aslan. A realizat în cursul vieții peste 30.000 de operații, specializându-se în Traumatologie, Neurochirurgie, Chirurgie estetică, Chirurgie Plastică, Medicină sportivă. A fost unul dintre pionierii luptei, în România, cu Gușa endemică.
Colaborator cu lucrări la congresele medicale și cu articole la revistele de specialitate, a fondat în 1948 Filiala Neamț a Uniunii Societăților de Șțiințe Medicale din România și a fost, în 1971, inițiatorul Reuniunilor Chirurgilor din Moldova. În cadrul unui colectiv, a obținut un brevet de invenție pentru un pat de terapie intensivă.
Ca recunoaștere a activitățiii sale și în semn de apreciere a caracterului de fondator al școlii medico-chirurgicale din județul Neamț, i-a fost oferit în 1981 premiul Bisturiul de Aur, din partea colegilor săi de breaslă.

### Rolul în turismul montan
Iubitor la muntelui, a fost un împătimit al drumețiilor și un pionier al turismului montan nemțean, remarcându-se, în calitate de îndrumător, în ceea ce privește cultura muntelui. A fost interesat de munte nu doar ca formă de relief, ci și de locuitorii săi și de obiceiurile lor și a contribuit, ca desenator, la crearea de planșe ale muntelui. A fost un promotor și un susținător al activități de cunoaștere și protejare a mediului înconjurător, ca mijloc de educare și întreținere a sănătății.
A pus bazele turismului montan și alături de inginerul Cornel Țarălungă (în 1978), ale Salvamont, în județul Neamț. Din 1939, a devenit membru al Clubului Alpin Român, făcând parte, ulterior, din colectivul său de conducere. Împreună cu profesorul Gheorghe Amaicei au inițiat concursurile de drumeție si de orientare turistică „Amicii drumeției“ și „Ștafeta Munților“ (anul 1974 fiind cel al primei ediții a Ștafetei). S-a ocupat de cartarea și refacerea traseelor montane.
 „Ștafeta Munților“ consta în întreceri legate de parcurgerea unor trasee într-un timp determinat, în probe teoretice și practice de orientare, de noțiuni sanitare și de prim ajutor, precum și de citire a hărților, sau alte probe.
Ediția din 1983 a Cupei „Ștafeta Munților“ a găzduit peste 1.000 de corturi și peste 2.000 de turiști răspândiți pe Ceahlău și la Durău, ceea ce a determinat supraveghere din partea Securității, ai cărei reprezentanți au fost puși pe gânduri de „adunătura mare de oameni prezentă aici”.
În peregrinările sale a cules legende, a studiat particularitățile toponimice , precum și particularitățile cartografice ale locurilor.
S-a remarcat și ca publicist. A colaborat cu articole de literatură turistică și de ocrotire a naturii la publicații naționale precum România pitorească sau Muntele,  ori la publicații locale, susținând rubrici precum  „Atlas turistic“, „Ocrotiți natura“,  sau „Drumețind în Ceahlău cu dr. Gh. Iacomi“. Pasionat de fotografia anatomică și de cea a peisajului, a fost laureat al Premiului Național pentru Fotografie în anul 1970.
Deși a străbătut aproape în întregime Carpații României, Masivul Ceahlău a reprezentat marea sa dragoste. A devenit președinte al Asociației Turistice „Prietenii Ceahlăului” și președinte de onoare al „Alpin Club Petrodava” din Piatra Neamț. Munții Piatra Craiului au constituit un punct de referință pentru el.

### Literatură geografică și turistică
A scris sau a contribuit la următoarele cărți:
- Antume:

- Ceahlaul: ghid turistic; 1961, 1969 (coautor, alături de Sanda Nicolau, Demetru Popescu și Virgil Simpliceanu)
- Ceahlăul și lacul de la Bicaz; 1963 (coautor, alături de Sanda Nicolau, Demetru Popescu și Virgil Simpliceanu)
- Harta turistică a Masivului Ceahlău; 1983

- Postume

- Ceahlăul în spiritualitatea românească; 1995 (coautor, alături de Sanda Nicolau)
- Din trecutul vieții monahale și creștinești în zona Ceahlău; 1998
- Ceahlăul : ghid turistic - invitație la pelerinaj; 2000, 2006
- Poezii; 2002
- Cărări în Ceahlău : trasee, legende și toponimie; 2011

## Recunoșteri

### Distincții
- Medalia Muncii clasa a III-a (1954, 1973)[6]
- Medalia „Tudor Vladimirescu” (1969)[6]
- Medalia 25 de ani de la proclamarea Republicii (1972)[6]
- Ordinul „Meritul Sanitar” (1973)[6]

### In memoriam
Este comemorat anual, sub forma unei manifestări intitulate Memorialul „Dr. Gheorghe Iacomi”. A fost numit post-mortem, cetățean de onoare al municipiului Piatra Neamț.
Conform fotografei Daniela Ursu, doctorul Gheorghe Iacomi a fost un mentor atât pentru cei care au urmat alte cărări montane decât cele bătătorite de consumatorii de turism, cât și pentru alți temerari, ori iubitori de natură sau de istorie precum alpinistul Constantin „Ticu” Lăcătușu, care, l-a nominalizat și el ca fiind, printre mentorii săi.
Numele său a fost dat:
- reuniunilor regionale ale chirurgilor din Moldova[7]
- unei săli chirurgicale a Spitalului Județean de Urgență Piatra Neamț[7]
- unui concurs anual cu tematică montană, a cărei primă ediție a avut loc în 1993: Cupa „Dr. Gheorghe Iacomi”[18]
- unui club ecoturistic[19]
- unui cerc de geografie în cadrul Bibliotecii comunale Hangu[20]
- unei cruci memoriale montane (ridicată în Piatra Neamț pe Cernegura, în locul de unde cândva se zărea cea mai frumoasă perspectivă asupra Ceahlăului (astăzi imposibilă, datorită creșterii lizierei de arbori)[21]
- unei străzi din Piatra Neamț[7]

În anul 2011, la 2 decenii de la moartea lui Gheorghe Iacomi, prin grija clubului care-i poartă numele o parte dintre scrierile sale au fost strânse în volumul Cărări în Ceahlău : trasee, legende și toponimie.